# Ruta de Illinois 101
La Ruta de Illinois 101, y abreviada IL 101 (en inglés: Illinois Route 101) es una carretera estatal estadounidense ubicada en el estado de Illinois. La carretera inicia en el sur desde la IL 61     en Augusta hacia el norte en la US 67     en Littleton. La carretera tiene una longitud de 31,3 km (19.43 mi).

## Mantenimiento
Al igual que las autopistas interestatales, y las rutas federales y el resto de carreteras estatales, la Ruta de Illinois 101 es administrada y mantenida por el Departamento de Transporte de Illinois por sus siglas en inglés IDOT.